# レゴ トイ・ストーリー
レゴ トイ・ストーリー（Lego Toy Story）は、ディズニー・ピクサーのフランチャイズである『トイ・ストーリー』をベースとしたレゴブロックのテーマである。最初の4セットは2009年12月30日に、追加2セットが2010年1月4日に発売された。5月5日には、『トイ・ストーリー3』のサブテーマの下でレゴとデュプロが4セットずつ発売された。（本項で記載する発売日はいずれもアメリカでのもの、日本では約1ヶ月遅れで発売）

## セット

### レゴ
最初の『トイ・ストーリー』のセットは2009年12月30日に4種類が発売された。「パトロール中のグリーン・アーミー・メン」のセットでは90ピースが使われ、約8cmのジープ、担架、4体のミニフィギュアが付属した。「バズのスターコマンドスペースシップ」のセットでは257のピースが使われ、18cmの宇宙船、月面車、バズ・ライトイヤーと悪の帝王ザークのミニフィギュアが付属しており、また、スピンオフ・テレビシリーズの『スペース・レンジャー バズ・ライトイヤー』をベースとしている。「ウッディとバズが救出に出動!」では92ピースが使われ、RCカー、ウッディとロケットにくくりつけられたバズ・ライトイヤーのミニフィギュアが付属した。RCカーは約13cm。4つ目の「ウッディのいっせいけんきょ」では502ピースが使われ、警察署と牢屋と金鉱に4体のミニフィギュア（ウッディ、ジェシー、ブルズアイ、プロスペクター）が付属する。このセットはシリーズの劇中劇である「ウッディのラウンドアップ」をベースとしている。この4セットは6-12歳を対象としている。
5日後の2010年1月4日には新たに7-14歳対象の2セットが発売された。「バズ・ライトイヤー」では205ピースが使われ、組み立て式のバズ・ライトイヤーとエイリアンのミニフィギュアがセットになっている。「悪の帝王ザーグ」は118ピースが使われ、同じく組み立て式のザークとエイリアンのミニフィギュアのセットである。
2010年5月4日、サブテーマの『トイ・ストーリー3』が映画の公開に先駆けて5つのセットが発売された。「ゴミ処理場からの脱出」では370ピースが使われ、クレーンクロー、ゴミ箱、ベルトコンベア、5体のミニフィギュア（ロッツォ、ハム、ウッディ、エイリアン2体）が付属した。「ウェスタン・トレインの追跡」は584ピースが使われ、機関車を含む4車両の列車と6体のミニフィギュア（ドクター・ポークチョップ、レックス、バズ、ウッディ、ジェシー、ブルズアイ）が付属する。「ピザ・プラネット・トラックで救出」では225ピースが使われ、約20cmのピザ・トラックと4体のミニフィギュア（バズ、レックス、ハム、エイリアン）が付属する。「ロッツォのダンプカー」では129ピースが使われ、ダンプカーと4体のミニフィギュア（ロッツォ、ストレッチ、チャンク、ダンプカーのドライバー）が付属する。「ゴミ収集車からの脱出」（トイザらス限定）では402のパーツが使われ、4体のミニフィギュア（バズ、ジェシー、ロッツォ、トゥイッチ）が付属した。
他に、プロモーショナル・セットの「Alien Space Ship」がヨーロッパで発売された。イギリスでは、テスコでレゴ トイ・ストーリー・キーチェーンやミニマグネットフィギュアと共に購入可能であった。日本ではトイザらスでのレゴ トイ・ストーリー製品購入特典として先着で限定配布された。また、『デイリー・ミラー』を通して追加の2セットが公開された。7月17日に「Woody's Camp Out」、翌18日に「Buzz's Mini Ship」が公開された。また、『トイ・ストーリー3』のロゴ付きで「Buzz's Mini Ship」も発売された。
| 番号  | セット                                 | 米国発売日     | ピース数 | ミニフィギュア | 参照   |
| ----- | -------------------------------------- | -------------- | -------- | -------------- | ------ |
| 7590  | ウッディとバズが救出に出動!            | 2009年12月30日 | 92       | 2              | [ 5 ]  |
| 7591  | 悪の帝王ザーグ                         | 2010年1月4日   | 118      | 1              | [ 12 ] |
| 7592  | バズ・ライトイヤー                     | 2010年1月4日   | 205      | 1              | [ 10 ] |
| 7593  | バズのスターコマンドスペースシップ     | 2009年12月30日 | 257      | 2              | [ 4 ]  |
| 7594  | ウッディのいっせいけんきょ             | 2009年12月30日 | 502      | 4              | [ 7 ]  |
| 7595  | パトロール中のグリーン・アーミー・メン | 2009年12月30日 | 90       | 4              | [ 2 ]  |
| 7596  | ゴミ処理場からの脱出                   | 2010年5月4日   | 370      | 5              | [ 14 ] |
| 7597  | ウェスタン・トレインの追跡             | 2010年5月4日   | 584      | 6              | [ 15 ] |
| 7598  | ピザ・プラネット・トラックで救出       | 2010年5月4日   | 225      | 4              | [ 16 ] |
| 7599  | ゴミ収集車からの脱出                   | 2010年5月4日   | 402      | 4              | [ 18 ] |
| 7789  | ロッツォのダンプカー                   | 2010年5月4日   | 129      | 3              | [ 17 ] |
| 30070 | Alien Space Ship                       | 2010年         | –        | –              | [ 21 ] |
| 30071 | Army Jeep                              | 2010年         | –        | –              | [ 22 ] |
| 30072 | Woody's Camp Out                       | 2010年         | –        | –              | [ 23 ] |
| 30073 | Buzz's Mini Ship                       | 2010年         | -        | -              | [ 24 ] |

### デュプロ
デュプロのサブテーマ『トイ・ストーリー3』が2010年5月に同時に発売された。対象年齢は2歳から5歳。「ジェシーとブルズアイ」では18ピースが使われ、ジェシーとブルズアイのミニフィギュアが付属した。「ピザ・プラネット・トラック」では13ピースが使われ、トラック、ダイナコ石油のガソリンスタンド、バズとエイリアンのミニフィギュアが付属した。「どきどき列車追跡」では39ピースが使われ、車掌車付き機関車と3体のミニフィギュア（ウッディ、ジェシー、バズ）が付属した。「スペース・クレーン」（トイザらス限定）では23ピースが使われ、トラック、クレーン、3体のミニフィギュア（ウッディ、バズ、エイリアン）が付属した。
| 番号 | セット                     | アメリカ発売日 | ピース数 | ミニフィギュア | 参照   |
| ---- | -------------------------- | -------------- | -------- | -------------- | ------ |
| 5657 | ジェシーとブルズアイ       | 2010年5月4日   | 18       | 2              | [ 26 ] |
| 5658 | ピザ・プラネット・トラック | 2010年5月4日   | 13       | 2              | [ 27 ] |
| 5659 | どきどき列車追跡           | 2010年5月4日   | 39       | 3              | [ 28 ] |
| 5691 | スペース・クレーン         | 2010年5月4日   | 23       | 3              | [ 29 ] |